# 司马红
司马红（1969年1月—），女，汉族，江苏南京人，中华人民共和国政治人物。现任中国民主建国会中央委员会副主席，北京市委员会主任委员，北京市科学技术协会常务副主席。2023年1月任北京市副市长。